# Беньямін Кельман
Беньямін Кельман (фін. Benjamin Källman, нар. 17 червня 1998, Екенас) — фінський футболіст, нападник Німецького клубу «Ганновер 96» і національної збірної Фінляндії.

## Клубна кар'єра
У дорослому футболі дебютував 2014 року виступами за команду клубу «Екенас», в якій провів два сезони, взявши участь у 38 матчах чемпіонату.
Протягом 2016 року захищав кольори команди клубу «Інтер» (Турку).
Своєю грою за останню команду знову привернув увагу представників тренерського штабу клубу «Екенас», до складу якого повернувся 2016 року на правах оренди. Цього разу відіграв за клуб наступний сезон своєї ігрової кар'єри. У складі команди був одним з головних бомбардирів команди, маючи середню результативність на рівні 0,43 голу за гру першості.
2017 року повернувся з оренди до клубу «Інтер» (Турку). Цього разу провів у складі його команди один сезон. Більшість часу, проведеного у складі фінського «Інтера», був основним гравцем атакувальної ланки команди. В новому клубі був серед найкращих голеодорів, відзначаючись забитим голом в середньому щонайменше у кожній третій грі чемпіонату.
В 2018–2019 на правах оренди виступав за «Данді», «Вендсюссель» і «Вікінг». 
2020 також на правах оренди захищав кольори клубу «Гаугесун».

## Виступи за збірні
2016 року дебютував у складі юнацької збірної Фінляндії (U-19), загалом на юнацькому рівні взяв участь у 5 іграх.
Протягом 2017—2019 років залучався до складу молодіжної збірної Фінляндії. На молодіжному рівні зіграв у 7 офіційних матчах, забив 4 голи.
2018 року дебютував в офіційних матчах у складі національної збірної Фінляндії.

## Титули і досягнення
- Володар Кубка Фінляндії (1):

«Інтер»: 2017-18
- Володар Кубка Норвегії (1):

«Вікінг»: 2019
- Найкращий бомбардир Чемпіонату Фінляндії (1):

«Інтер»: 2021